# Мама (мультфильм)
«Мама» — кукольный мультипликационный фильм Романа Качанова, снятый по сценарию поэта Сергея Михалкова на киностудии «Союзмультфильм» в 1972 году.

## Сюжет
Этот мультфильм рассказывает поэтическую историю о том, как мама оставляет спящего 5-6-летнего сына и, поцеловав его, отправляется за продуктами в магазин. Там, стоя в очереди на кассу, она представляет себе, как в дом забирается вор, причём забывает во время ограбления пистолет, и её сынишка начинает этим пистолетом играть и из него беспорядочно стрелять. Потом она представляет, как мальчик собирается побриться «опасной» бритвой. Потом она представляет, как сынишка сначала решает спичками сжечь книжные листы с деревянной расписанной посудой, а потом вылезает за голубем на карниз и балансирует на самом краю карниза. Мама мчится домой, а мимо неё проносится пожарная машина и машина скорой помощи… Когда она входит в квартиру, выясняется, что мальчик ещё спит. Она сидит возле него.

В простой и лёгкой форме в этой картине рассказывается о том, что такое материнская любовь и страх за своего ребёнка.

## Интересный факт
- В фильме не произносится ни одного слова.

## Критика
- Как отмечает Л. Закржевская: В фильме трудно найти хоть один „лишний“ необязательный сантиметр плёнки — так продуманно, наполненно действие этой доброй, улыбчивой ленты...[1].